# L'Expulsió dels mercaders (Madrid)
L'expulsió dels mercaders del temple és una obra d'El Greco, realitzada en 1609 durant el seu últim període toledà. Es conserva a la Iglesia de San Ginés de Arlés, a Madrid.

## Temàtica de l'obra
El tema de l'expulsió dels mercaders del temple és un tema repetitiu en la producció artística d'El Greco. Representa un passatge de la vida de Jesús, narrat pels Quatre Evangelistes (Mt, 21:12; Mc, 11:15; Lc, 19:45 i Jn, 2:13-22). Relata com Jesús de Natzaret va expulsar del Temple de Jerusalem els canvistes i els mercaders, que venien animals i objectes per als sacrificis rituals.

## Anàlisi de l'obra
Aquesta escena mostra perfectament l'ús de la perspectiva, les figures més estilitzades, fortes fogonades de llum i d'altres característiques habituals en la darrera etapa de la producció del mestre cretenc. Al costat esquerre de l'obra hi ha una estàtua, al pedestal de la qual està representada l'expulsió del Jardí de l'Edèn.
L'àmplia fornícula del fons és molt similar a la del retaule central del conjunt de l'Hospital de la Caridad (Illescas) i la urna amb l'obelisc està copiada de la tomba de Martín Ramírez, a la capella on El Greco va realitzar els Retaules de la Capella de San José, a Toledo. El cepat jove nu de la fornícula de la part superior esquerra s'assembla a les figures de la Visió de l'Apocalipsi, i probablement representa Adam jove, tot i que José López-Rey l'identifica amb Set,símbol de l'home angoixat, que lluita per la seva salvació. S'ha incorporat a la composició un nen nu i una dona amb els braços aixecats, que recorada a l'àngel de la part esquerra del Baptisme de Crist. En tot cas, aquestes dues figures resulten estranyes, i podríen ser un afegit de Jorge Manuel Theotocópuli.